# Drosophila coffeata
Drosophila coffeata är en tvåvingeart som beskrevs av Samuel Wendell Williston  1896. Drosophila coffeata ingår i släktet Drosophila och familjen daggflugor. Inga underarter finns listade i Catalogue of Life.
Artens utbredningsområde är Västindien.